# ラインハルト・ゼルテン
ラインハルト・ゼルテン（Reinhard Selten、1930年10月5日 - 2016年8月23日）は、ドイツの数学者、経済学者。専門はゲーム理論、実験経済学。ボン大学名誉教授。

## 経歴
ヴロツワフ（現ポーランド・ブレスラウ）でユダヤ人の父親とプロテスタントの母親の間に生まれた。1942年に父親が病死し、14歳の時にはナチス政権のためギムナジウム退学を余儀なくされた。母、兄弟、妹とともにブレスラウを出て、難民としてザクセン、オーストリア、ヘッセンをめぐり、農場などで働いた。
1947年から1951年はヘッセン州メルズンゲンに住み、ギムナジウムに通った。通学に往復3時間半を要し、そのなかで幾何学と代数学の問題に興味を抱いた。1951年にフランクフルト大学に入学し数学を専攻。1957年に同大学で指導教授のエーヴァルト・ブルガー (Ewald Burger) のもと修士号を得た。修士号取得後、ハインツ・ザウアーマン (Heinz Sauermann) の指導で経済研究所の実験経済学を研究。
1959年、エリーザベト・ラングライナー (Elisabeth Langreiner) と結婚。同年、ザウアーマンと共著で『寡占実験』(Ein Oligopolexperiment) を出版。1961年、フランクフルト大学からPh.D.（数学）を得た。
1962年、ザウアーマンと共著で Aspiration Adaptation Theory を、1965年には Spieltheoretische Behandlung eines Oligopolmodells mit Nachfrageträgheit を出版。
1965年、エルサレムにおける「ゲーム理論のワークショップ」に招かれ、ジョン・ハーサニと協力が始まる。1967年・1968年にカリフォルニア大学バークレー校ビジネススクールの客員教授、1969年から1972年までベルリン自由大学の教授を経て、1972年から1984年の12年間はビーレフェルト大学の教授を務めた。1984年からはボン大学の経済学教授となる。経済学教授としては初のことであった。1987年・1988年は再びビーレフェルト大学に戻って客員教授を務めた。1991年『ゲーム平衡モデル』を出版。
1994年、ゲーム理論の研究で、この年のノーベル経済学賞をジョン・ナッシュ、ジョン・ハーサニの2人と分け合った。

## 業績
ゲーム理論のほか、限定合理性の研究でも実績をあげており、実験経済学の父と呼ばれている。また、論文に気に入らない修正を加えられるのを嫌ってあえて無名の雑誌に論文を投稿していたこともある。
ボン大学の名誉教授であり、その他いくつかの大学からも名誉博士号を贈られている。
1959年からはエスペランティストとなり、夫人ともエスペラント運動が縁で知り合った。2009年欧州議会議員選挙では、エスペラントを欧州の公用語にすることを目指す欧州・民主・エスペラント (Europe – Democracy – Esperanto) のドイツからの第一候補者となった。

## 出版物
- Preispolitik der Mehrproduktenunternehmung in der statischen Theorie, Berlin-Heidelberg-New York: Springer-Verlag (1970). – in German
- General Equilibrium with Price-Making Firms (with Thomas Marschak), Lecture Notes in Economics and Mathematical Systems, Berlin-Heidelberg-New York: Springer-Verlag (1974).
- A General Theory of Equilibrium Selection in Games (with John C. Harsanyi), Cambridge, MA: MIT-Press (1988).
- Models of Strategic Rationality, Theory and Decision Library, Series C: Game Theory, Mathematical Programming and Operations Research, Dordrecht-Boston-London: Kluwer Academic Publishers (1988).
- Enkonduko en la Teorion de Lingvaj Ludoj – Ĉu mi lernu Esperanton? (with Jonathan Pool), Berlin-Paderborn: Akademia Libroservo, Institut für Kybernetik (1995). – in Esperanto
- Game Theory and Economic Behavior: Selected Essays, 2. vol Cheltenham-Northampton: Edward Elgar Publishing (1999) .
- New edition of: Models of Strategic Rationality (1988), with a Chinese Introduction. Outstanding Academic Works on Economics by Nobel Prize Winners. Dordrecht-Boston-London: Kluwer Academic Publishers (2000).
- Chinese Translation of: Models of Strategic Rationality (1988). Outstanding Academic Works on Economics by Nobel Prize Winners. Dordrecht-Boston-London: Kluwer Academic Publishers (2000).
- Russian Translation of: A General Theory of Equilibrium Selection in Games (with John C. Harsanyi), Cambridge, MA: MIT-Press. (2000)
- Human Behaviour and Traffic Networks (with Michael Schreckenberg) (2004).
- Economics Lab: An Intensive Course in Experimental Economics (with Daniel Friedman and Alessandra Cassar) (2004).